# مقاطعة آستارا
مقاطعة آستارا (أذربيجان) (بالأذرية: Astara rayonu)‏ هي إحدى مقاطعات أذربيجان. يقدر عدد سكانها بـ 95,300 نسمة ومساحتها 620 كم2 .

## أعلام
- ذاكر حسنوف